# Макариев-Решемский монастырь
Мака́риев-Ре́шемский монасты́рь — православный женский монастырь Кинешемской епархии Русской православной церкви, расположенный в селе Решме Кинешемского района Ивановской области. Расположен на территории бывшего села Нагорного, существовавшего при слободе Решма, в 25 км от города Кинешмы, на правом высоком берегу Волги.
Мужская обитель была основана в начале XVII века по инициативе жителей слободы Решма во имя преподобного Макария Желтоводского и Унженского. С середины XIX века возникла версия об основании монастыря в конце XIV века самим преподобным Макарием. В настоящее время монастырь относится к Кинешемскому районному благочинию Кинешемской епархии Ивановской митрополии Русской православной церкви. Современный адрес: Ивановская область, Кинешемский район, село Решма, ул. Волжская, 10. Объект культурного наследия России местного значения.

## История
Согласно распространённой версии, мужская обитель была основана в 1390-е годы иноком Печерского Нижегородского монастыря преподобным Макарием Унженским и Желтоводским. Обитель была названа во имя Богоявления Господня и стала известна как Макарьевская пустынь. По преданию, святой Макарий и его ученики выкопали под горой колодец, вода из которого считается целебной.
Согласно историческим источникам, монастырь основан в начале XVII века по инициативе жителей слободы Решмы (впервые упоминающейся в сотной грамоте 1593—1594 годов), входившей в состав дворцовой Юмахонской волости Суздальского уезда. В 1608 году многие районы Верхней Волги были охвачены восстанием против Лжедмитрия II. В Решме выступление возглавил крестьянин Григорий Лапша. На подавление восстания Лжедмитрием II был направлен лучший полководец — полковник А. Ю. Лисовский. Войска Лисовского были разбиты ополченцами. В Житии Макария Желтоводского сказано, что «решемстии жители» перед сражениями дали обет, что в случае победы они построят монастырь во имя преподобного. Монастырь был основан после 1609 года на устье реки Нёмды напротив Юрьевца и в слободе Решме. Предположительно, закладка монастыря у западной окраины слободы произошла уже в 1609 году. Первый храм был возведён в 1612—1615 годах. В сооружении монастыря участвовало все население дворцовой Юмахонской волости. Монастырь принадлежал к числу так называемых мирских, создававшихся и содержавшихся волостными общинами. Он никогда не имел своих крестьян. 
С середины XIX века основателем монастыря некоторые историки считали самого Макария Желтоводского и Унженского. Первым об этом написал П. И. Пискарёв, который считал, что Макарий, оставив нижегородский Печерский Вознесенский монастырь, «бежал в пустыню на реку Лух», где основал «обитель во имя Богоявление Господа Иисуса Христа, которая находится доныне в Юрьевецком уезде Костромской губернии при слободе Решме и известна под именем Макарьевской пустыни». К этому мнению присоединился и иеромонах Макарий (Миролюбов), согласно которому, побывав на реке Лух, Макарий Желтоводский «остановился на берегу Волги, близ слободы Решма Юрьевского уезда… Для собравшейся братии Макарий основал обитель во имя Богоявления Господа нашего Иисуса Христа, которая находится сейчас в Юрьевецком уезде Костромской губернии при слободе Решма и известна под именем Макарьевской пустыни». Макарий (Миролюбов) ошибочно совместил слободу Решма на Волге и село Богоявленское на реке Лух в Юрьевецком уезде, где находился основанный преподобным Макарием Богоявленский монастырь. Решма никогда не входила в Юрьевецкий уезд и ни в одном из храмов Макариев-Решемского монастыря или слободы Решмы не было престола Богоявления.
Об основании Макариев-Решемского монастыря в начале XVII века писал историк Костромского края протоиерей М. Я. Диев. Как он отмечал, в 1609 году «решемцы, призвав в помощь молитвы угодника Макария Унженского, защитника Северной Руси, — одни без помощи других отразили неприятелей, в память чего и построили близ Решмы монастырь преподобного Макария, доселе существующий». В. В. Зверинский разделял мнение об основании в начале XVII века обители «во имя преп. Макария, предстательством которого их сторона избавлена от поляков». В ежегодных отчетах настоятелей вплоть до 1901 года со ссылкой на Житие препободного Макария отмечалось, что монастырь основан в XVII веке «усердием жителей слободы Решмы». После 1901 года, когда обитель стала женской, в отчетах настоятельница игуменья Досифея ошибочно указывала, что монастырь был основан в XIV веке препободным Макарием. На ошибочность этой версии указывает историк-краевед Н. А. Зонтиков.
В начале XVII века в период Русско-польской войны монастырь был разорён. Восстановлен при царе Михаиле Фёдоровиче. Имелся деревянный храм во имя Святой Живоначальной Троицы.
В середине XVIII века в селе Нагорном построены однопрестольные приходские храмы (вне монастыря, в 400 саженях, около 850 м к западу): в 1754 году на средства прихожан — летний пятиглавый храм Воскресения Христова; в середине XVIII века — зимний храм Николая Чудотворца. В комплекс входила также восьмигранная столпообразная колокольня, завершённая высоким шатром, костромского типа. Основание колокольни служило притвором храма Воскресения. При церквях находилось кладбище. Храмовый комплекс представляет собой пример позднего использования форм и приёмов допетровского зодчества в строительстве XVIII века.
В 1764 году монастырь стал заштатным, оказался в бедственном положении. В 1767 году взамен обветшавшего деревянного храма Святой Троицы построен зимний каменный храм с шатровой каменной колокольней, живописью, резными Царскими вратами. Престола три: в честь Животворящей Троицы, в правом приделе — в честь преподобного Макария Желтоводского, в левом — великомученницы Екатерины. В храме находились древние иконы.
В 1833 году монастырь обнесён каменной оградой с пятью башенками. Пережил бурю 1844 года и пожары 1854—1855 годов. Вновь оказался в бедственном положении.
В 1900 году в монастырь поступила Мария Смертина, будущая преподобная Анимаиса Острецовская и Родниковская. Здесь она приняла монашеский постриг с именем Анимаиса и пребывала вплоть до закрытия монастыря.
В 1901 году монастырь преобразован в женский, началось воссоздание обители. Наиболее чтимыми в монастыре были образ преподобного Макария и Казанская икона Божией Матери. 25 июля 1911 года в монастыре был заложен храм во имя Казанской иконы Божией Матери. Окончанию строительства помешали события, связанные с революцией. После 1917 года монастырь существовал в качестве женской сельскохозяйственной артели. Закрыт в конце 1920-х годов. 13 марта 1929 года оставшееся имущество монастыря было передано в действующий приходской храм Рождества Христова села Решмы. В 1940 году закрыт последний действовавший храм.
Храм Святой Троицы и новый Казанский, а также ряд монастырских строений разобрали в 1940-е годы. Колокольня и ограда были разобраны во время войны. Позднее на месте Троицкого храма была построена школа. В бывших двухэтажных кельях разместился учебный корпус школы-интерната. Приходской храм Воскресения за годы советской власти превращён в руины.
В 1991 году в Решме был открыт уцелевший приходской храм Николая Чудотворца и образован Свято-Никольский приход. В 1992 году в храм приехало несколько насельников Киево-Печерской лавры, и начала возрождаться монашеская жизнь. В 1994 году Свято-Никольский приход преобразован в Макариев-Решемскую монашескую общину (нынешний монастырь находится в 850 м к востоку от прежнего положения монастыря). В 1998 году преобразован в мужской монастырь. Позднее монастырь вновь был преобразован в женский.
В 2022 году в Решме на разрушенном в советский период церковном кладбище рядом с храмом Воскресения Христова обнаружено место захоронения святого праведного иерея Николая Нагоренского.

## Современность
При монастыре ведётся просветительская работа: действует Православная школа имени преподобного Иоанна Кронштадтского, издаётся альманах «Свет православия», читаются лекции, насельники изучают литургику и православную педагогику.
В монастыре хранятся частицы мощей преподобного Макария Желтоводского и многих других святых.